# Sandberg (Gersfeld)
Sandberg ist ein Stadtteil von Gersfeld (Rhön) im osthessischen Landkreis Fulda.

## Geographie
Das Dorf liegt nordöstlich von Gersfeld im Biosphärenreservat Rhön auf einem südlichen Ausläufer des Feldbergs. Der Fulda-Radweg zur Wasserkuppe verläuft östlich des Ortes.
Siedlungsplätze innerhalb der Gemarkung:
- Burg Schneeberg (Burg)[3]
- Feldbach (Gehöftgruppe)[4]
- Moorhaus (Burg)[5]

## Geschichte

### Ortsgeschichte
Sandberg wurde 1544 urkundlich erwähnt, als er von sechs Ansiedlern gegründet wurde.
Zum 31. Dezember 1970 wurde die bis dahin selbständige Gemeinde Sandberg  im Zuge der Gebietsreform in Hessen auf freiwilliger Basis in die Stadt Gersfeld eingemeindet.
Für den Ortsteil Sandberg wurde, wie für die übrigen nach Gersfeld eingegliederten Gemeinden, ein Ortsbezirk eingerichtet.

### Verwaltungsgeschichte im Überblick
Die folgende Liste zeigt die Staaten und Verwaltungseinheiten, denen Sandberg angehört(e):
- vor 1806: Heiliges Römisches Reich, Herrschaft der Grafen von Frohberg (Ritterkanton Rhön-Werra, Buchisches Quartier), Herrschaftsgericht Gersfeld
- 1806–1818: Großherzogtum Würzburg[Anm. 2]
- 1820–1843: Königreich Bayern, Herrschaftsgericht Gersfeld, ausgeübt durch die Grafen von Frohberg
- ab 1843: Königreich Bayern, Regierungsbezirk Unterfranken und Aschaffenburg, Landgerichtsbezirk Bischofsheim
- ab 1862: Königreich Bayern, Regierungsbezirk Unterfranken, Bezirksamt Gersfeld[Anm. 3]
- ab 1867: Königreich Preußen,[Anm. 4] Provinz Hessen-Nassau, Regierungsbezirk Kassel, Kreis Gersfeld
- ab 1871: Deutsches Reich, Königreich Preußen, Provinz Hessen-Nassau, Regierungsbezirk Kassel, Kreis Gersfeld
- ab 1918: Deutsches Reich, Freistaat Preußen, Provinz Hessen-Nassau, Regierungsbezirk Kassel, Kreis Gersfeld
- ab 1932: Deutsches Reich, Freistaat Preußen, Provinz Hessen-Nassau, Regierungsbezirk Kassel, Landkreis Fulda
- ab 1944: Deutsches Reich, Freistaat Preußen, Provinz Kurhessen, Landkreis Fulda
- ab 1945: Deutsches Reich, Amerikanische Besatzungszone,[Anm. 5] Groß-Hessen, Regierungsbezirk Kassel, Landkreis Fulda
- ab 1946: Deutsches Reich, Amerikanische Besatzungszone, Hessen, Regierungsbezirk Kassel, Landkreis Fulda
- ab 1949: Bundesrepublik Deutschland, Hessen, Regierungsbezirk Kassel, Landkreis Fulda
- ab 1971: Bundesrepublik Deutschland, Hessen, Regierungsbezirk Kassel, Landkreis Fulda, Stadt Gersfeld (Rhön)

## Bevölkerung

### Einwohnerentwicklung
- 1544: 6 Ansiedler  (Gründung)[1]

| Sandberg: Einwohnerzahlen von 1834 bis 2020 | Sandberg: Einwohnerzahlen von 1834 bis 2020 | Sandberg: Einwohnerzahlen von 1834 bis 2020 | Sandberg: Einwohnerzahlen von 1834 bis 2020 | Sandberg: Einwohnerzahlen von 1834 bis 2020 |
| --- | ------------------------------------------- | ------------------------------------------- | ------------------------------------------- | ------------------------------------------- |
| Jahr |                                             |                                             |                                             | Einwohner                                   |
| 1834 | 1834                                        |                                             | 203                                         | 203                                         |
| 1840 | 1840                                        |                                             | 212                                         | 212                                         |
| 1846 | 1846                                        |                                             | 208                                         | 208                                         |
| 1852 | 1852                                        |                                             | 204                                         | 204                                         |
| 1858 | 1858                                        |                                             | 194                                         | 194                                         |
| 1864 | 1864                                        |                                             | 173                                         | 173                                         |
| 1871 | 1871                                        |                                             | 186                                         | 186                                         |
| 1875 | 1875                                        |                                             | 177                                         | 177                                         |
| 1885 | 1885                                        |                                             | 159                                         | 159                                         |
| 1895 | 1895                                        |                                             | 166                                         | 166                                         |
| 1905 | 1905                                        |                                             | 174                                         | 174                                         |
| 1910 | 1910                                        |                                             | 173                                         | 173                                         |
| 1925 | 1925                                        |                                             | 163                                         | 163                                         |
| 1939 | 1939                                        |                                             | 154                                         | 154                                         |
| 1946 | 1946                                        |                                             | 198                                         | 198                                         |
| 1950 | 1950                                        |                                             | 176                                         | 176                                         |
| 1956 | 1956                                        |                                             | 162                                         | 162                                         |
| 1961 | 1961                                        |                                             | 143                                         | 143                                         |
| 1967 | 1967                                        |                                             | 132                                         | 132                                         |
| 1970 | 1970                                        |                                             | 133                                         | 133                                         |
| 1980 | 1980                                        |                                             | ?                                           | ?                                           |
| 1990 | 1990                                        |                                             | ?                                           | ?                                           |
| 2000 | 2000                                        |                                             | 164                                         | 164                                         |
| 2005 | 2005                                        |                                             | 174                                         | 174                                         |
| 2010 | 2010                                        |                                             | 156                                         | 156                                         |
| 2011 | 2011                                        |                                             | 147                                         | 147                                         |
| 2015 | 2015                                        |                                             | 125                                         | 125                                         |
| 2020 | 2020                                        |                                             | 111                                         | 111                                         |
| Datenquelle: Historisches Gemeindeverzeichnis für Hessen: Die Bevölkerung der Gemeinden 1834 bis 1967. Wiesbaden: Hessisches Statistisches Landesamt, 1968. Weitere Quellen: LAGIS:; Nach 1970 Stadt Gersfeld:; Zensus 2011 |                                             |                                             |                                             |                                             |

### Einwohnerstruktur 2011
Nach den Erhebungen des Zensus 2011 lebten am Stichtag dem 9. Mai 2011 in Sandberg 147 Einwohner. Darunter waren keine Ausländer. Nach dem Lebensalter waren 27 Einwohner unter 18 Jahren, 54 zwischen 18 und 49, 39 zwischen 50 und 64 und 24 Einwohner waren älter. Die Einwohner lebten in 66 Haushalten. Davon waren 21 Singlehaushalte, 15 Paare ohne Kinder und 21 Paare mit Kindern, sowie 6 Alleinerziehende und keine Wohngemeinschaften. In 39 Haushalten lebten ausschließlich Senioren und in 78 Haushaltungen lebten keine Senioren.

### Historische Religionszugehörigkeit
| • 1885: | 157 evangelische (= 98,7 %), zwei katholische (= 1,3 %) Einwohner |
| • 1961: | 132 evangelische (= 92,3 %), 10 katholische (= 7,0 %) Einwohner   |

## Politik
Für Sandberg besteht ein Ortsbezirk (Gebiete der ehemaligen Gemeinde Sandberg) mit Ortsbeirat und Ortsvorsteher nach der Hessischen Gemeindeordnung. Der Ortsbeirat besteht aus drei Mitgliedern. Bei den Kommunalwahlen in Hessen 2021 betrug die Wahlbeteiligung zum Ortsbeirat 73,97 %. Alle Kandidaten gehörten der „Bürgerliste Sandberg“ an. Der Ortsbeirat wählte Tobias Anders zum Ortsvorsteher. Zum 21. Mai 2023 löste sich der Ortsbeirat auf.